# Lea Sirk
Lea Sirk, (Koper, 1989. szeptember 1. –) szlovén énekesnő. Ő képviselte Szlovéniát a 2018-as Eurovíziós Dalfesztiválon, Lisszabonban a Hvala, ne! (magyarul: Köszönöm, nem!) című dallal. A második elődöntőből nyolcadikként jutott tovább a döntőbe, ahol 64 ponttal a 22. helyen zárt.

## Diszkográfia

### Nagylemezek
- 2014: Roža

### Kislemezek
- 2007 - Povej mi, kdaj
- 2009 - Kaj bi rad
- 2009 - Znamenje iz sanj
- 2010 - Vampir je moj poet
- 2010 - Vse je le "a"
- 2012 - A bi? Ti bi!
- 2012 - Song 6
- 2012 - Čudovit je svet
- 2013 - Ura je 8
- 2014 - Tako je
- 2017 - Freedom
- 2018 - Hvala, ne!